# Eo biển Otranto

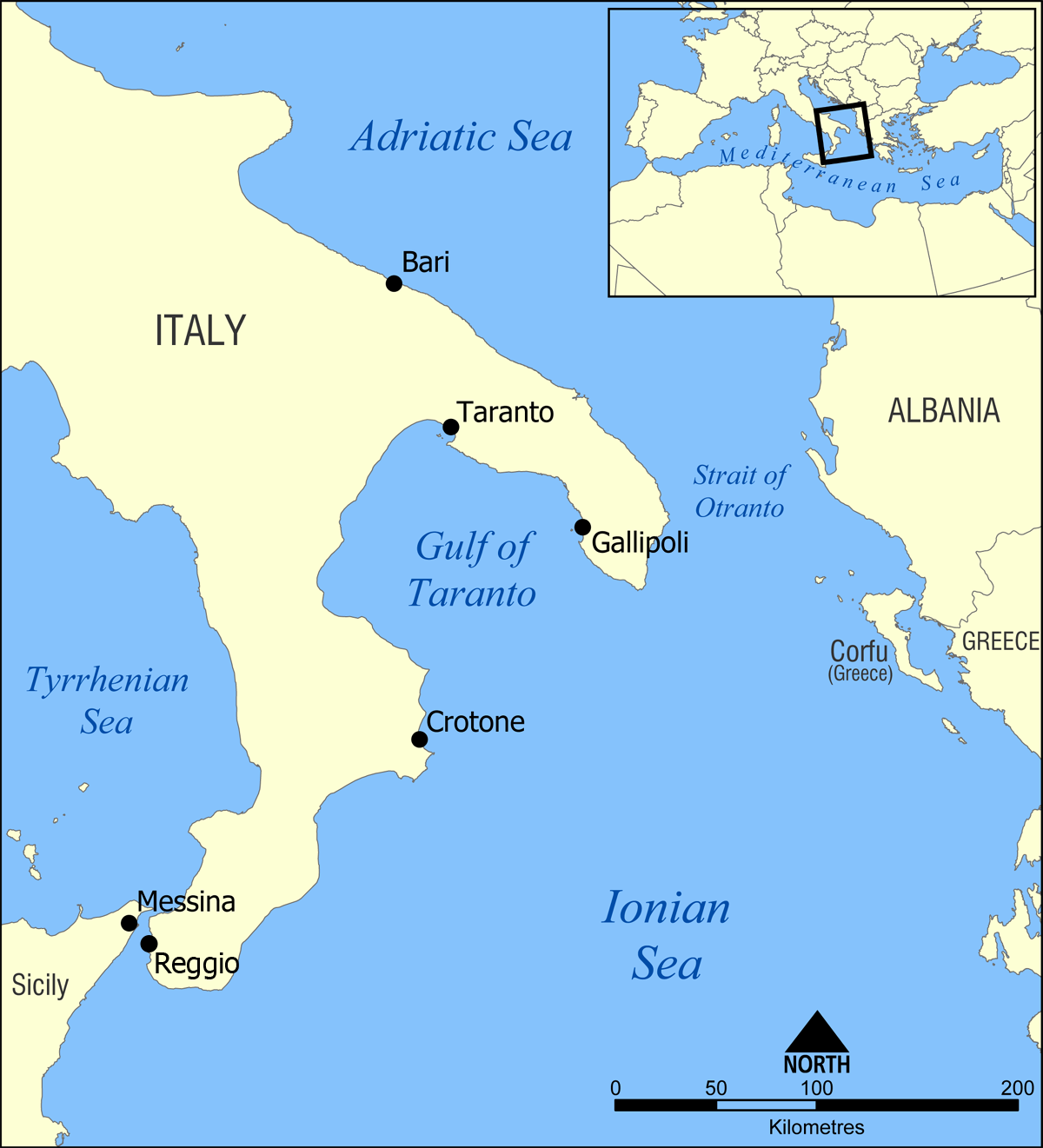
Bản đồ cho thấy vị trí của eo biển Otranto.

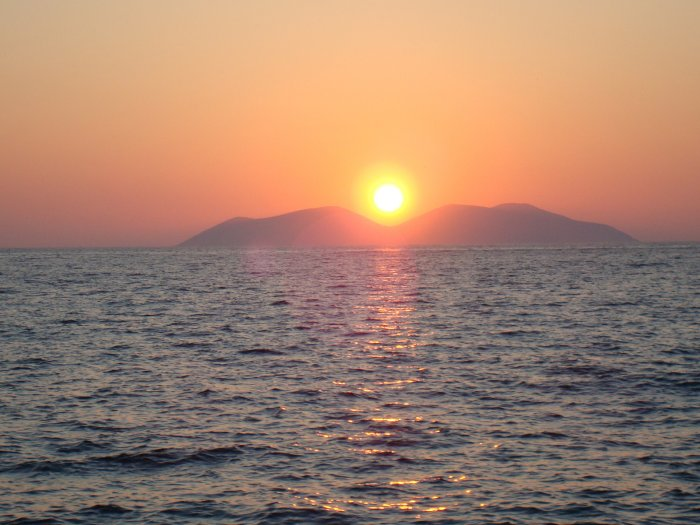
Vịnh Vlora

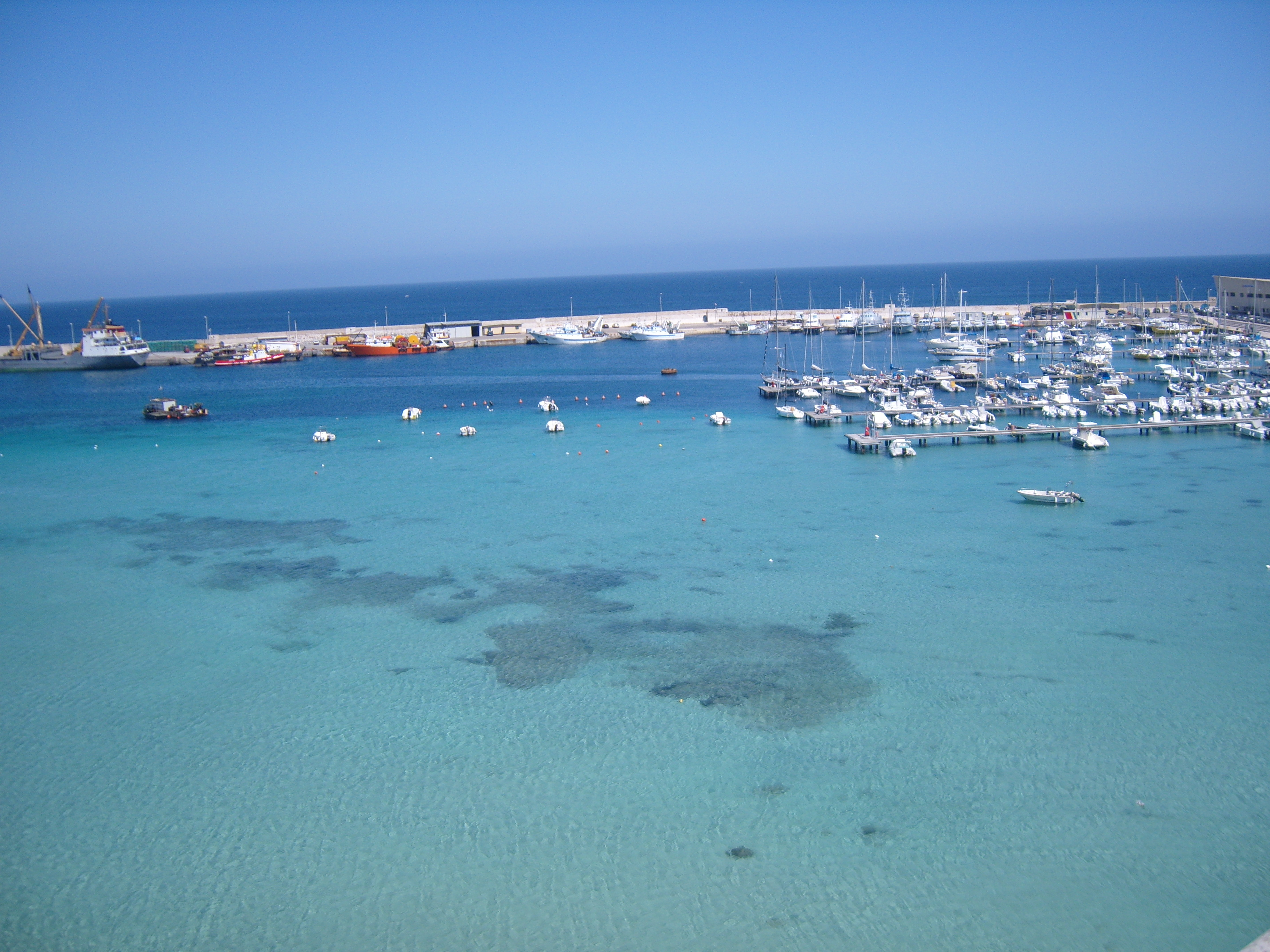
Cảng Otranto

Eo biển Otranto (tiếng Albania: Kanali i Otrantos; tiếng Ý: Canale d'Otranto) nối biển Adriatic với biển Ionia và nằm giữa Ý và Albania. Chỗ rộng nhất của nó tại Punta Palascìa, phía đông Salento là dưới 72 km (45 dặm). Eo biển được đặt tên theo thành phố Otranto của nước Ý.

## Lịch sử
Trong Chiến tranh Thế giới I, eo biển này có ý nghĩa chiến lược. Lực lượng hải quân đồng minh Ý, Pháp và Anh đã phong tỏa eo biển nhằm ngăn chặn lực lượng hải quân của Đế quốc Áo-Hung từ biển Adriatic vào biển Địa Trung Hải, và việc này được thực hiện rất hiệu quả, tuy nhiên không hiệu quả lắm đối với tàu của Đức
Năm 1992, Albania và Italy đã ký một hiệp ước phân định ranh giới thềm lục địa giữa hai nước trong eo biển.
Trong năm 1997 và 2004, gần 100 người thiệt mạng vì cố gắng bất hợp pháp vượt qua eo biển từ Albania sang Ý, để trốn chạy khỏi sự bất ổn về chính trị và nền kinh tế ngheo nàn. Hai sự kiện này được biết đến với tên gọi Thảm họa Otranto và Thảm họa Karaburun.
Năm 2006, chính phủ Albania áp đặt một lệnh cấm các tàu thuyền động cơ trên tất cả các hồ, sông, và vùng biển của Albania để kiềm chế tội phạm có tổ chức. Ngoại trừ các tàu thuyền của chính phủ, tàu thuyền đánh cá nước ngoài và tàu sân bay. Trong năm 2010, lệnh cấm đã được gia hạn thêm 3 năm, cho đến năm 2013.